# Armatocereus ghiesbreghtii
Armatocereus ghiesbreghtii es una especie de planta suculenta perteneciente al género Armatocereus, dentro de la familia Cactaceae. Es endémica de Perú.

## Descripción
Armatocereus ghiesbreghtii es una especie de cactus arbolado, con tallos cilíndricos, erectos y ramificados, que alcanza alturas de 2 a 6 m. Los tallos son de color verde claro y se dividen en segmentos de 30 a 60 cm de largo con un diámetro que puede alcanzar los 15 cm, estrechándose en ambos extremos.
Presentan de 5 a 9 costillas, separadas por incisiones profundas. Las areolas presentan espinas con forma de aguja de color parduzca. Hay presentes de 1 a 4 espinas centrales y de 10 a 15 espinas radiales de 1 cm de largo.

## Distribución y hábitat
El área de distribución nativa de esta especie es Perú y crece principalmente en biomas desérticos o de matorrales secos, a una altitud de 1200-2000 m s. n. m.

## Taxonomía
La primera descripción de esta especie fue como Cereus ghiesbreghtii, publicada en 1897 por el botánico alemán Karl Moritz Schumann en el libro Gesamtbeschreibung der Kakteen: 81.
Más tarde, el botánico alemán Friedrich Rittery trasladó la especie al género Armatocereus, por lo que pasó a llamarse Armatocereus ghiesbreghtii. Registró estos cambios en el libro Kakteen in Südamerika 4: 1274, publicado en 1981.
Etimología
- Armatocereus: nombre genérico que deriva de las palabras latinas armatus (que significa 'armado') y cereus (que significa 'velas' o 'cirios'), en referencia a la morfología de sus tallos, en forma de columnas espinosas.[3]
- ghiesbreghtii: epíteto específico otorgado en honor al botánico francés Auguste Boniface Ghiesbreght (1810-1893).[4]

## Usos
Se cultiva principalmente como planta ornamental y su propagación se realiza normalmente a través de semillas o esquejes. 